# Френски танцьори (филм, 1894)
„Френски танцьори“ (на английски: French Dancers) е американски късометражен ням филм от 1894 година, заснет от режисьора и продуцент Уилям Кенеди Диксън в студиото Блек Мария при лабораториите на Томас Едисън в Ню Джърси.